# Otto Barnewald
Otto Barnewald (ur. 10 stycznia 1896 w Lipsku, zm. 14 marca 1973 w Rheinhausen) – zbrodniarz nazistowski, kierownik administracji w kilku niemieckich obozach koncentracyjnych i SS-Sturmbannführer.
Członek NSDAP (nr. 149640) i SA od 1929, a także SS od 1931 (nr. identyfikacyjny 6469). W 1938 został kierownikiem administracji obozu Mauthausen, skąd w 1940 przeniesiono go na identyczne stanowisko w Neuengamme. Od stycznia 1942 do 11 kwietnia 1945 Barnewald sprawował stanowisko kierownika administracji obozu Buchenwald. Do jego obowiązków należało dostarczanie i rozdzielanie pożywienia i odzieży wśród więźniów. Był on również odpowiedzialny za obozowe baraki i mienie zagrabione więźniom.
Po zakończeniu wojny Barnewald zeznawał podczas procesu Pohla i innych przed amerykańskim Trybunałem Wojskowym w Norymberdze. Sam natomiast zasiadł na ławie oskarżonych w procesie załogi Buchenwaldu (US vs. Josias Prince Zu Waldeck i inni) i skazany został początkowo na karę śmierci przez powieszenie. Uznany został za współwinnego fatalnych warunków, w których przetrzymywano więźniów oraz kilku indywidualnych aktów sadyzmu. Wyrok zamieniono na dożywocie w wyniku rewizji 15 listopada 1947, gdyż uznano, że oskarżony nie zamordował osobiście żadnego więźnia. Więzienie w Landsbergu opuścił w 1956. Otto Barnewald zmarł w 1973.